# Angitia medioplica
Angitia medioplica là một loài bướm đêm trong họ Noctuidae.